# 回溯依存
《回溯依存》是OrcaLayout開發的一款推理解密冒險遊戲，於2021年8月26日由2P Games在Steam發佈。故事講述伊吹蘭出現在一個陌生的校園內，與失蹤多年的戀人佐倉安重逢，同時卷入校園的殺人遊戲之中。

## 玩法
玩家在《回溯依存》中扮演失憶主人公伊吹蘭，因不明原因出現在一個校園內。在校園內，伊吹蘭找到了自己失蹤多年的戀人佐倉安，同時也發現校內只有七名名學生，她們一直重複著一個可以讓人復活的殺人遊戲。伊吹蘭在發現無法離開校園後，開始與七人同住，慢慢調查離開的方法。發生案件後，伊吹蘭會利用隨身的神秘筆記本，進行時間回溯收集線索，還原案件找出真兇。伊吹蘭擁有洞察、靈巧、魅力三個數值，三者用於表示角色的觀察能力、行動能力和溝通能力，探索和收集線索時，角色的部分行動有對應的能力值要求，不達標無法執行。隨著故事進程，玩家可以增加角色的能力數值，同時遊戲也提供限量的臨時數值，可以在某一次行動中增加能力數值，以達到執行要求。

## 劇情
伊吹蘭患有精神障礙疾病，過去四年一直在尋找失蹤的戀人佐倉安。某日夜晚，伊吹蘭在一個老舊的校園中醒來，她失去了所有的記憶，只記得自己在尋找佐倉安的事。為了離開此地，重返尋人之旅，伊吹蘭開始探索校園，最後在校內的別墅中遇到了名為夜野彩的少女。夜野彩讓伊吹蘭先休息一晚，明天介紹校內的其他成員，看能否幫到她，伊吹蘭允下。次日，伊吹蘭得知校園的對外通道，因為一年前的事故無法通行。校園沒有教師，只有七名女子高中生，她們各自負責教授其他人不同課程，校內設施一應俱全，有著吃不完的食物。種種詭異之處，讓伊吹蘭意識到自己應該陷入一個超自然现象中，在思考離開方法之際，校內發生了殺人案件。死者是與佐倉安同名同樣貌的少女，其他人向伊吹蘭解釋，她們定期舉行殺人遊戲，以秘密抽籤形式決定兇手和殺害目標，案件發生後，只要有人推理出作案過程和兇手，死者就能復活。
伊吹蘭隨身攜帶的筆記本是一件神秘道具，可以自動記錄新情報和特定時間點，伊吹蘭能自由回溯到各個時間點，作出與之前不同的行動，以收集情報。藉著回溯伊吹蘭很快破解了案件，佐倉安復活，只是對方也失憶了。伊吹蘭猜測是校園內的神秘力量導致她與佐倉安的失憶，她決定暫時留在校園進行探索。滯留期間，伊吹蘭也參與殺人遊戲，屢屢偵破案件，同時與校園內的學生熟絡起來。每次偵破案件，伊吹蘭都恢復一些與殺手和受害人有關的記憶，校園內的女子高中生，原型都是伊吹蘭人生中遇到的重要人物。小泉日向是高中時很關心她的老師，犬童玉是一位影響她價值觀的作家，竹井美穗是高中時的同學，淺倉真是她的姑媽兼扶養人，戶山綾是她姑媽的戀人兼扶養人。伊吹蘭最終恢復了所有記憶，她是受到地球意志眷顧的地球之子，所有超自然現象都會刻意親近她，並且她不會被地球意志消除記憶，遺傳自母親的精神障礙疾病和目睹各種詭異，讓她幾乎無法正常社交。高中時，她認識了外星人佐倉安，對方一族融入地球多年，但是受到地球意志詛咒，種族的時空回溯能力慢慢消失，壽命也很短。兩人成為了戀人，佐倉安為了能一直保護伊吹蘭，將自己的靈魂轉移到一個神秘筆記本中，得以突破壽命限制，伊吹蘭也能通過筆記本，借用她的回溯能力避開各種危險。伊吹蘭無法接受佐倉安的決定，為了復活佐倉安，開始探索各地超自然現象，途中結識了夜野彩，兩人結伴同行。在某次探索中，她陷入了由詩學冥神構建的校園，詩學冥神為了挽留她，以她記憶為基礎塑造了這個世界。伊吹蘭最後離開了這個世界，繼續尋找復活佐倉安的方法。

## 開發及發行
《回溯依存》是OrcaLayout第一部作品，OrcaLayout成員只有吃货红毛和鬼菌兩人，吃货红毛擔任製作人。吃货红毛過去在一家遊戲公司工作，擔任過遊戲策劃，積累了一些開發經驗。自2017年開始，業餘時間他會創作百合向同人作品，《回溯依存》的劇本原型就是期間創作的故事之一。吃货红毛原計劃一人完成作品，在完成序章後認為有美術可以讓作品更進一步，於是在網絡上招募美術。其中應聘的鬼菌在玩過遊戲演示後，表示不收報酬，加入團隊成為合夥人。兩人在確定好開發時間表後，就辭職全力投入專案開發之中，耗時約一年完成作品。專案的敘事風格受到斯蒂芬·金的影響，吃货红毛也注重主人公以外登場角色的塑造，每個角色都有重要的戲份。遊戲美術的靈感源於《流行之神》，尸體場景參考了《殼之少女》的風格。由於吃货红毛和鬼菌兩人都不懂編程，所以專案使用了可視化遊戲引擎THE NVL Maker進行開發，同時刪減了不少原定計劃中的設計。
2020年9月，OrcaLayout在摩點上首次公開專案，預計遊戲在2021年7月推出。同月8日，遊戲試玩版在Steam發佈。2021年6月21日，負責遊戲發行的2P Games宣佈遊戲將在該年第三季度推出。同年8月，2P Games在科隆國際遊戲展上宣傳該作。同月26日，遊戲正式在Steam推出。9月16日，遊戲原聲帶在Steam免費發佈，收錄遊戲中11首歌曲。

## 評價
遊戲在Steam發售後獲得極度好評，觸樂、3DM和GameDiary均給與遊戲正面的評價。3DM評論員衍空稱讚該作是「伏笔颇多、转折精妙并且逻辑自洽的故事」。觸樂編輯祝思齐認為劇情體驗很流暢，氣氛營造也「相当优秀」，玩家能很快代入到故事和主人公。
角色設計獲得評論員的肯定，祝思齐稱讚角色立繪「漂亮」，形象也「豐滿」，遊戲也成功地塑造出好幾個配對。衍空表示遊戲中角色的感情「流露也显得十分自然，并没有半点刻意和突兀」。GameDiary評論員也讚譽美術能捉住角色特點，以立繪表現出角色的形象。玩法方面，衍空認為遊戲的「回溯」機制方便玩家復盤劇情，探索故事中的細節。祝思齐表示推理內容難度不高，采用了類似《極樂迪斯科》的機制，具有一定游戏性。
遊戲程序設計方面，日本媒體Game*Spark評論員渡邊仙州提到遊戲無法在日文版Windows運行，需要將系統地區改為「中國」才能正常遊玩。GameDiary評論員指出遊戲有太多程序错误。

## 外部連結
- 《回溯依存》在視覺小說數據庫的頁面 （英文）